# Hedpigglav
Hedpigglav (Cladonia zopfii) är en lavart som beskrevs av Edvard Vainio. Hedpigglav ingår i släktet Cladonia och familjen Cladoniaceae.  Arten är reproducerande i Sverige. Inga underarter finns listade i Catalogue of Life.